# Progress M-18
Progress M-18 (ryska: Прогресс М-18) var en rysk obemannad rymdfarkost som levererade förnödenheter, syre, vatten och bränsle till rymdstationen Mir. Den sköts upp med en Sojuz-U2-raket från Kosmodromen i Bajkonur, den 15 augusti 1992 och dockade med Mir den 18 augusti. Den lämnade rymdstationen den 3 juli 1993 och brann upp i jordens atmosfär den 4 juli 1993.

## Återinträdeskapsel
Vid återinträdet i jordens atmosfär fanns en återinträdeskapsel, kallad Raduga med ombord. Kapseln separerade från Progress M-18 några minuter efter att den påbörjat återinträdet i jordens atmosfär, kapseln landade i Ryssland 17:13 UTC. Kapseln hade levererats till rymdstationen av Progress M-17.

### Fotnoter
1. ↑  ”NASA Space Science Data Coordinated Archive” (på engelska). NASA. https://nssdc.gsfc.nasa.gov/nmc/spacecraft/display.action?id=1993-034A. Läst 1 mars 2020.
2. ↑  Manned Astronautics - Figures & Facts Arkiverad 9 oktober 2007 hämtat från the Wayback Machine., läst 15 juli 2016.